# آکاسیای رتینودس
آکاسیا رتینودس (نام علمی: Acacia retinodes) نام یک گونه از سرده آکاسیا است.